# Abadia de Monkwearmouth-Jarrow
Monkwearmouth–Jarrow foi um mosteiro duplo inglês localizado às margens do rio Wear, em Monkwearmouth, e o rio Tyne, em Jarrow, respectivamente, no Reino da Nortúmbria (atualmente localizado no condado metropolitano de Tyne and Wear). Seu nome formal é Igreja Abadia de São Pedro e São Paulo, Monkwearmouth–Jarrow. Jarrow tornou-se um centro da erudição anglo-saxônica no norte da Inglaterra e mosteiro original do grande historiador Beda.
O duplo mosteiro foi o candidato do Reino Unido para o status de Patrimônio Mundial da Humanidade em 2011.

## Período anglo-saxão

### Fundação
O mosteiro foi fundado em 674 por Bento Biscop (Benedict Biscop), primeiro com a construção do mosteiro de São Pedro em Monkwearmouth em terras doadas por Egfrido (Ecgfrith), rei da Nortúmbria. A ideia era construir um mosteiro modelo para a Inglaterra, compartilhando conhecimentos sobre as tradições romanas numa região sob forte influência do cristianismo celta dos missionários de Melrose e Iona. Uma carta papal de 678 protegeu o mosteiro de todo controle externo e, em 682, o rei, encantado com o sucesso de São Pedro, doou mais terras a Bento em Jarrow e ordenou que ele construísse um segundo mosteiro. Bento erigiu uma fundação irmã (São Paulo) e nomeou Ceolfrido (Ceolfrith) para comandá-la. Ele partiu imediatamente depois acompanhado de 20 monges, incluindo seu protegido, Beda, para dar início aos trabalhos.
Bento trouxe operários da Frância para construir as igrejas, as primeiras estruturas eclesiásticas na Britânia construídas de pedra, e as decorou com janelas de vidro, pinturas, livros litúrgicos e a biblioteca que ele vinha colecionando em suas viagens. As janelas de vidro eram raras na Inglaterra na época e Bento importou vidraceiros da Frância, que fundaram uma oficina no local (hoje celebrado pelo moderno National Glass Centre).
Os dois mosteiros estavam tão intimamente ligados nos primeiros anos que é comum a referência a ambos como sendo um só, Jarrow, apesar de estarem separados por mais de 10 quilômetros. O próprio Bento foi o primeiro abade e o mosteiro prosperou sob seu comando e seus sucessores, Eosterwine, Ceolfrido e outros, por duzentos anos. Bento, ao partir para Roma em 686, deixou Ceolfrido como abade de Jarrow e Eosterwine, de Monkwearmouth, mas, antes de morrer, estipulou que as duas instituições deveriam funcionar como "um mosteiro em dois lugares".

### Ceolfrido
Ceolfrido continuou o trabalho de Bento como abade ao estabelecer o mosteiro como um centro de ensino, de estudos e, especialmente, de produção de livros, numa época que emergiu o importante estilo do meio-uncial. O maior projeto de Ceolfrido foi a produção de três grandes manuscritos completos da Bíblia para abastecer as igrejas de São Pedro e São Paulo; a terceira cópia, um presente para o papa. O único exemplar ainda existente é o Codex Amiatinus, preservado em Florença, a mais antiga Bíblia completa do mundo, que estava sendo levado pelo próprio Ceolfrido para Roma quando ele morreu subitamente em 716. Ela chegou ao destino pelas mãos de seus companheiros e Gregório II agradeceu o sucessor de Ceolfrido, Hwaetberht.

### Beda

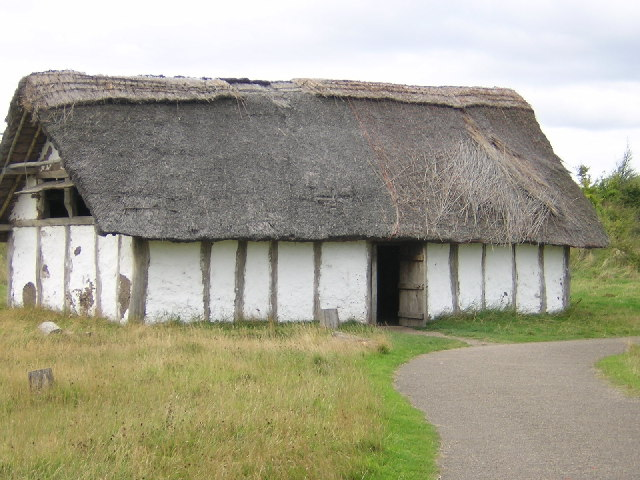
Mundo de Beda, em Jarrow, nas terras do antigo mosteiro

A biblioteca que Bento colecionou durante suas viagens a Roma, doada ao mosteiro, foi o berço não apenas da arte, mas também da literatura inglesa—Jarrow é onde o Venerável Beda recebeu sua educação fundamental sob o patrocínio de Ceolfrido e viveu, escreveu e morreu depois, já como monge. Ao morrer, Beda já havia se estabelecido como a maior autoridade espiritual e histórica da Inglaterra; ele seria também uma influência fundamental post-mortem sobre o mosteiro. As suas obras, principalmente a "História Eclesiástica do Povo Inglês", ficaram tão populares no século VIII que asseguraram não somente a reputação das duas casas do mosteiro, mas influenciaram o desenvolvimento do singular da escrita minúscula de Monkwearmouth-Jarrow, inventada para acelerar a produção das cópias. O historiador moderno Peter Hunter Blair acredita que a escola que Egberto fundou em Iorque igualou ou ultrapassou a Monkwearmouth-Jarrow.

### Ataques viquingues
A era de ouro de Monkwearmouth-Jarrow iniciou seu declínio no final do século VIII, principalmente por causa da vulnerabilidade dos mosteiros nortúmbrios aos raides viquingues; Monkwearmouth-Jarrow foi atacado em 794 (o segundo mosteiro inglês a ser atacado, depois de Lindisfarena no ano anterior). As duas casas foram finalmente destruídas pelos danos por volta de 860 e aparentemente foram abandonados no final do século IX.

## Período normando
No início da década de 1070, Alduíno, prior de Winchcombe, foi inspirada pela "História" de Beda a visitar o local onde viveram os famosos santos saxões da Nortúmbria, incluindo Jarrow, onde ele rezou missas nas ruínas saxônicas e começou (com 23 colegas da Abadia de Evesham) a construir um novo mosteiro. Porém, as porções sul e oeste ainda estavam incompletas quando todos foram reconvocados para o Priorado da Catedral de Durham em 1083. Daí até a Dissolução dos Mosteiros, Jarrow permaneceu como uma mera cela (monástica) de Durham, ocupada por um ou dois monges mais um magister (mestre).
Depois da conquista normanda, os dois mosteiros sofreram nas mãos de Malcolm III da Escócia.

## Dissolução e anos seguintes
O mosteiro foi posteriormente dissolvido por Henrique VIII. Em 1545, "tanto a casa quanto o local da antiga cela de Monkwearmouth", avaliadas em cerca de £26, foram concedidas pelo rei a Thomas Whitehead, um parente do prior de Durham, Hugh Whitehead, que havia renunciado em 1540 e tornou-se o primeiro deão. Monkwearmouth passou depois para a família Widdrington e depois para a Fenwick. As ruínas dos edifícios monásticos foram incorporadas numa mansão privada construída durante o reinado de James I, mas ela foi completamente incendiada em 1790 e nada restou do mosteiro. Os registros paroquiais, com exceção de algumas entradas mais recentes, foram destruídos no incêndio e, sem dúvida, informações de valor incalculável se perderam.

## Hoje

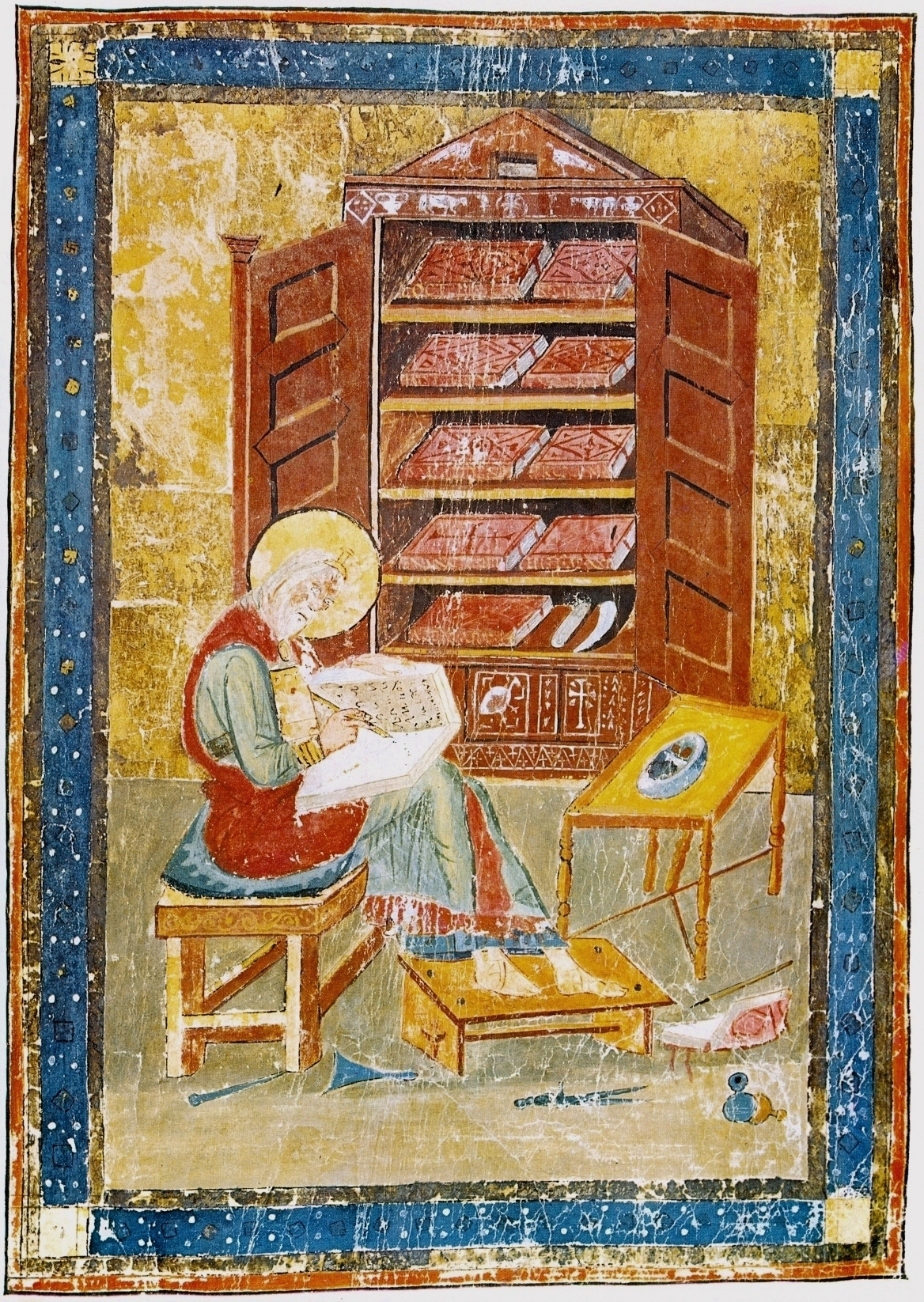
Página do Codex Amiatinus, produzido em Monkwearmouth-Jarrow

A atual igreja paroquial de Igreja de São Pedro em Monkwearmouth, na margem norte do rio Wear, funciona no edifício da antiga igreja paroquial e é uma das mais antigas igrejas da Grã Bretanha. A torre é do período normando e, sem dúvida, era parte do edifício restaurado depois da conquista. A igreja é atualmente parte da Paróquia de Monkwearmouth, que inclui ainda a Igreja de Todos os Santos e a Igreja de Santo André.
As ruínas do mosteiro em Jarrow estão agora associadas à antiga igreja monástica, que sobreviveu como a moderna Igreja de São Paulo. A nave normanda desabou e foi substituída por uma vitoriana, mas o coro sobreviveu e ostenta a mais antiga janela decorada com vitrais do mundo, reconstruída com fragmentos datando de c. 600. No interior, na parede da torre, está a estela original relatando a dedicação da igreja em 23 de abril de 685. Fora o coro, nada mais restou do mosteiro do século VII, mas o leiaute geral está demarcado por lousas de pedra.

## Sepulturas
- Sigfrido (Sigfrith)
- Easterwine
- Bento Biscop
- Beda

## Manuscritos produzidos em Monkwearmouth-Jarrow
- Codex Amiatinus, c. 700–710
- Evangelho Stonyhurst, ca. 710
- Beda de São Petersburgo, entre 731–746
- Beda de Moore ? (ca. 735)

Veja também Novem Codices e Codex Grandior, ambos parte da biblioteca da abadia, mas escritos na Itália.